# میها زوپان
میها زوپان (انگلیسی: Miha Zupan؛ زادهٔ ۱۳ سپتامبر ۱۹۸۲) یک بازیکن بسکتبال اهل اسلوونی است.